# Unabhängigkeitserklärung Neuseelands

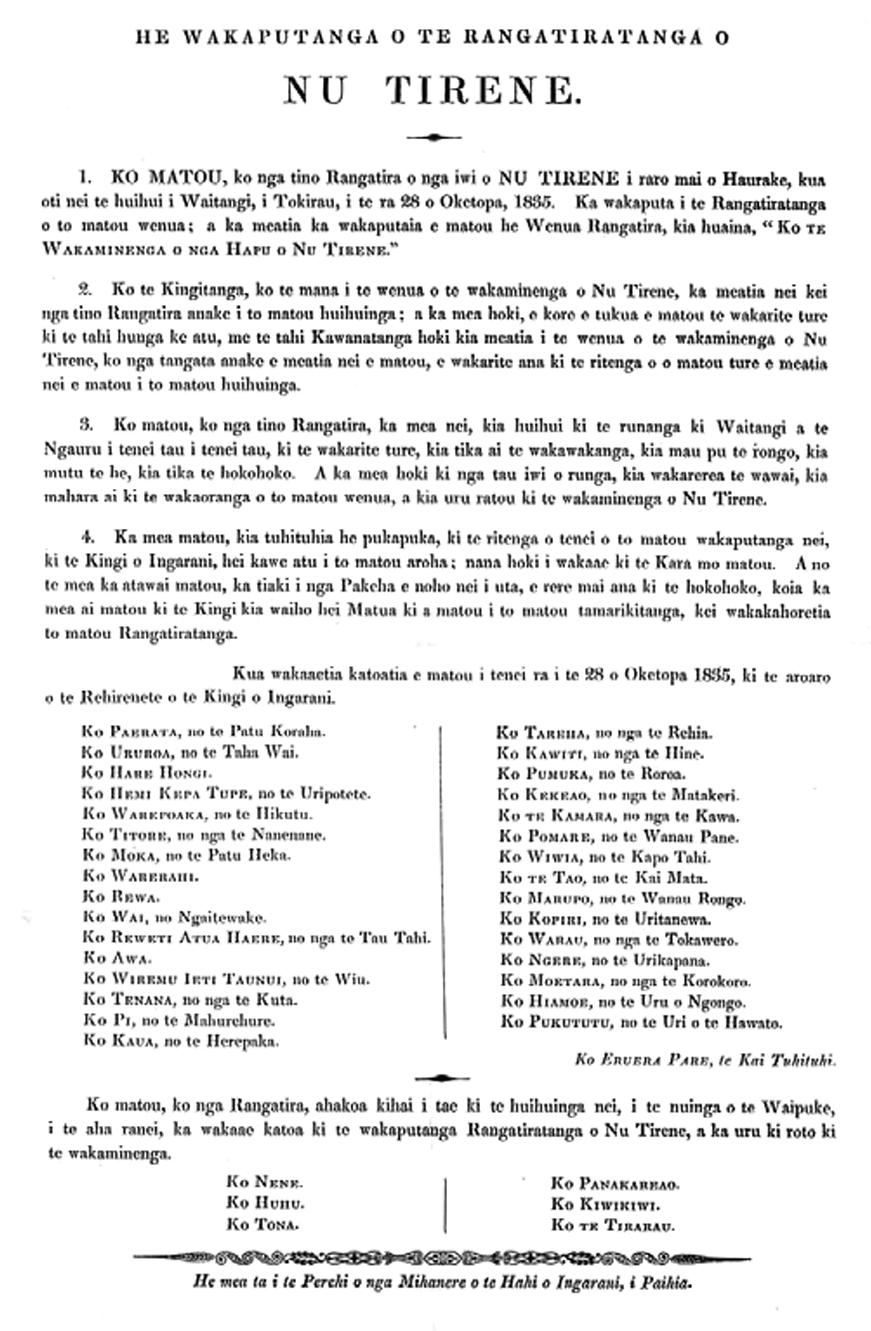
Die Unabhängigkeitserklärung, Druck der Anglican Mission Press, Paihia (1836)

Die Unabhängigkeitserklärung Neuseelands (Maori He Wakaputanga O Te Rangatiratanga O Nu Tireni, englisch Declaration of Independence of New Zealand), die am 28. Oktober 1835 in Waitangi von Māori-Häuptlingen der nördlichen Stämme (Iwi) unterzeichnet wurde, war das erste offizielle schriftliche Dokument des Landes noch vor dem Vertrag von Waitangi.

## Hintergrund
Der Zustand der Gesetzlosigkeit in den aufstrebenden britischen Siedlungen in Neuseeland, die Musketenkriege der nördlichen Māori-Stämme, die Bestrebungen von Charles Philippe Hippolyte de Thierry, König von Neuseeland zu werden und das steigende Interesse Frankreichs und der Vereinigten Staaten an Neuseeland führten schließlich dazu, dass das Bewusstsein für ein stärkeres Engagement Großbritanniens zur Sicherung seines Einflusses in Neuseeland stieg. James Busby, mit dem Status eines Britischen Residenten ausgestattet, reiste 1833 mit dem Auftrag des Kolonialamts nach Neuseeland, britische Präsenz zu zeigen und unter anderem den Versuch zu unternehmen, die Māori-Stämme zu einer Selbstverwaltung zu bewegen.

## Geschichte

Die Flagge der United Tribes of New Zealand von 1834

Am 20. März 1834 versammelten sich auf Einladung von James Busby und in Anwesenheit von Missionaren, Siedlern und der Kommandeure zehn britischer und drei amerikanischer Schiffe Māori-Häuptlinge des Nordens in Waitangi, um unter drei Entwürfen eine Flagge auszuwählen, die zukünftig das Land repräsentieren sollte. Die gewählte Flagge wurde anschließend unter 21 Salutschüssen gehisst und stand von da ab für das Bündnis der Vereinten Stämme Neuseelands. Auch wurde die Flagge nach dem Seerecht als Nationalflagge Neuseelands akzeptiert und sollte zukünftig von neuseeländischen Schiffen geführt werden. Busby hatte u. a. gehofft, unter dieser Flagge die Stämme vereinen zu können und sie damit zu befrieden. Doch es gelang ihm nicht, alle Stämme zu überzeugen.
Da die Gefahr bestand, dass der exzentrische de Thierry in Hokianga Harbour einen unabhängigen Staat ausrufen und Frankreich Großbritannien mit der Annexion Neuseelands zuvor kommen könnte, versammelte Busby im Oktober 1835 etwa 30 Māori-Häuptlinge in Waitangi und ließ sie die vom Missionar Henry Williams in die maorische Sprache übersetzte Unabhängigkeitserklärung unterzeichnen. Obwohl die Häuptlinge an der Entstehung der Erklärung nicht beteiligt waren, unterzeichneten 52 von ihnen bis Juli 1839. Innenpolitisch änderte sich dadurch nichts, aber außenpolitisch war es ein Signal an die Franzosen und die Vereinigten Staaten, dass Neuseeland nicht mehr zu haben war.

## Die Deklaration in deutscher Übersetzung
Unabhängigkeitserklärung von Neuseeland
1. Wir, die erblichen Häuptlinge und Oberhäupter der Stämme der nördlichen Teile von Neuseeland, die wir in Waitangi versammelt sind, in der Bucht der Inseln, an diesem 28. Tag im Oktober 1835, erklären die Unabhängigkeit unseres Landes, welches hiermit, unter der Bezeichnung der „Vereinigten Stämme von Neuseeland“ ein unabhängiger Staat zu sein, konstituiert und erklärt ist.
2. Es wird hiermit erklärt, dass alle Hoheitsgewalt und Autorität innerhalb der Gebiete der „Vereinigten Stämme von Neuseeland“, ganz und ausschließlich in der kollektiven Kapazität der erblichen Häuptlinge und Oberhäupter der Stämmen liegen, welche ebenfalls erklären, dass sie keine zu ihrer kollektiven Kapazität getrennt existierende Gesetzgebungskompetenz erlauben werden, noch irgendeine ausführende Funktion einer Regierung in dem besagten Territorium, es sei denn, durch von ihnen ernannten Personen, die unter der Autorität des Gesetzes handeln, die von ihnen regelmäßig in ihren Versammlungen verordnet werden.
3. Die erblichen Häuptlinge und Oberhäupter der Stämme kommen überein, sich im Herbst jedes Jahres in Waitangi zu einem Kongress zu treffen, mit dem Zweck, Gesetze für die Anwendung des Rechts, die Erhaltung des Friedens und gute Ordnung und die Regulierung des Handels zu entwerfen, und sie fordern herzlich die Stämme des Südens auf, ihre privaten Feindseligkeiten beiseitezulegen und durch Beitritt zum Bündnis der Vereinigten Stämme, zur Sicherheit und Wohl unseres gemeinsamen Landes beizutragen.
4. Sie kommen ebenfalls überein, eine Kopie dieser Erklärung zu Seiner Majestät, den König von England zu senden, um ihm für seine Bestätigung ihrer Flagge zu danken, in Erwiderung für die Freundschaft und den Schutz, den sie gegeben haben, sie vorbereitet zu zeigen sind, solchen seiner Untertanen, die in ihrem Land gesiedelt haben, oder an ihre Küsten zum Zwecke des Handels sich gewandt haben, sie ersuchen, dass er weiterhin Vater für ihren jungen Staat sein würde, und dass er ihr Beschützer würde vor allen Anschlägen auf ihre Unabhängigkeit.

Einstimmig angenommen an diesem 28. Tag im Oktober 1835, im Beisein vom britischen Residenten Seiner Majestät. 
(Hier folgen die Unterschriften und Zeichen von vierunddreißig erblichen Häuptlinge und Oberhäupter der Stämme, die eine repräsentative Vertretung der Stämme von Neuseeland, vom North Cape bis zur geografischen Breite des Flusses Thames darstellen.)
Britische Zeugen: (unterschrieben)
- Henry Williams, Missionar der Church Mission Society (CMS)
- George Clarke, CMS
- James Clendon, Kaufmann
- Gilbert Mair, Kaufmann

Ich bescheinige, dass das oben Genannte eine richtige Kopie der Erklärung der Häuptlinge, entsprechend der Übersetzung der Missionare ist, die zehn Jahre hier und nordwärts im Land gelebt haben; und wird auf einstimmige Bitte der Häuptlinge an Seine gnädigste Majestät, den König von England, übermittelt.
(unterschrieben) James Busby, britischer Resident in Neuseeland.